# Карму, Далила
Далила Карму (порт.  Dalila Carmo, 24 августа 1974, Вила-Нова-ди-Гая) — португальская актриса театра, кино и телевидения.

## Биография
В 1996—1997 училась в Актёрской студии Нью-Йорка. Играла в Companhia de Teatro de Almada, в частности — в пьесе Михаила Булгакова Мольер (1995), также выступала на сценах других театров (Auto da Índia Жила Висенте в Ópera Segundo São Mateus и др.). В кино дебютировала в 1990, в 1993 сыграла в фильме Мануэла де Оливейры Авраамова долина. Активно снимается на телевидении, в кино Испании, Франции, США.
Живёт в Лиссабоне и Мадриде.

## Избранная фильмография
- 1990 — O Criado Ostrowsky (Паулу Каштру, короткометражный)
- 1993 — Авраамова долина/ Vale Abraão (М. де Оливейра)
- 1994 — Королева Марго (Патрис Шеро)
- 1993 — Женщина на солнце/ Une femme au soleil (Вероника Обуи, короткометражный)
- 1995 — Комедия о Жуане Божьем/ A Comédia de Deus (Жуан Сезар Монтейру)
- 1995 — Трафик/ Tráfico (Жуан Ботелью)
- 1996 — La leyenda de Balthasar el Castrado (Хуан Миньон)
- 1996 — Casting de Virgens, Operários e Prostitutas (Жуан Пинту, короткометражный)
- 1999 — Ангел-хранитель/ O Anjo da Guarda (Маргарида Жил; специальное упоминание на МКФ Fantasporto)
- 1999 — Getting Out (Аарон Фишман)
- 2009 — Истории Алисы/ Histórias de Alice (Освалду Калдейра)
- 2011 — Quero Ser Uma Estrela (Жозе Карлуш де Оливейра)
- 2011 — Пятнадцать точек души/ Quinze Pontos na Alma (Висенти Алвиш ду О)
- 2012 — Florbela (Висенти Алвиш ду О; Золотой глобус (Португалия) и премия за лучшую женскую роль на фестивале Пути португальского кино в Коимбре)
- 2014 — As Trapaceiras (Андре Бадалу, короткометражный)